# ヘキサプレニルジヒドロキシ安息香酸メチルトランスフェラーゼ
ヘキサプレニルジヒドロキシ安息香酸メチルトランスフェラーゼ(Hexaprenyldihydroxybenzoate methyltransferase、EC 2.1.1.114)は、以下の化学反応を触媒する酵素である。
S-アデノシル-L-メチオニン + 3-ヘキサプレニル-4,5-ジヒドロキシ安息香酸{\displaystyle \rightleftharpoons }S-アデノシル-L-ホモシステイン + 3-ヘキサプレニル-4-ヒドロキシ-5-メトキシ安息香酸
従って、基質はS-アデノシルメチオニンと3-ヘキサプレニル-4,5-ジヒドロキシ安息香酸の2つ。生成物はS-アデノシル-L-ホモシステインと3-ヘキサプレニル-4-ヒドロキシ-5-メトキシ安息香酸の2つ。
この酵素は転移酵素、特にメチル基を転移させるメチルトランスフェラーゼに分類される。系統名は、S-アデノシル-L-メチオニン:3-ヘキサプレニル-4,5-ジヒドロキシル-O-メチルトランスフェラーゼ(S-adenosyl-L-methionine:3-hexaprenyl-4,5-dihydroxylate O-methyltransferase)である。この酵素は、ユビキノン生合成に関与している。